# Paul Canoville
Paul Canoville, né le 4 mars 1962 à Southall, est un footballeur anglais qui évoluait au poste d'ailier. 

## Biographie
Il dispute son premier match avec Chelsea le 12 avril 1982, contre Crystal Palace. Alors que son entraîneur, John Neal, lui demande d’aller s’échauffer et alors qu’il commence à courir le long de la ligne de touche, il entend des propos racistes provenant de ses propres supporters. Choqué, il rentrera directement dans les vestiaires à la fin du match.
En 1986, il signe pour le club de Reading, mais, trois mois plus tard, à la suite d'une grave blessure à un genou, il met fin à sa carrière. Il tombera ensuite dans la dépression, puis la drogue.
Durant sa vie, il sera un temps sans domicile fixe, verra son nouveau-né mourir dans ses bras et vaincra un cancer à trois reprises. Il est père de onze enfants avec dix femmes différentes[réf. nécessaire].
Il racontera son vécu dans une autobiographie qui sera élu, outre-manche, livre sportif de l’année en 2009, Black and Blue.

## Palmarès
- Champion d'Angleterre de D2 en 1984 avec Chelsea